# 앨범 등가 단위

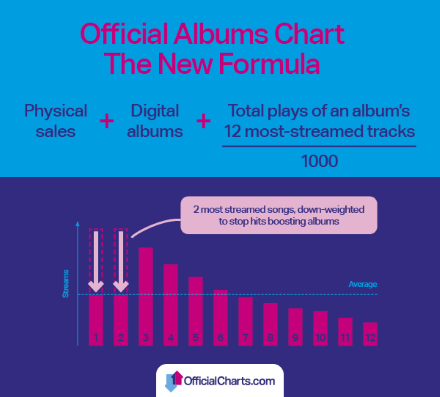
UK 앨범 차트에 스트리밍을 포함하기 위한 공식

앨범 등가 단위(Album-equivalent unit)는 음악 산업계 내에서 한 장의 음반앨범 판매와 동등한 음악의 소비 단위를 지칭한다. 이 소비 단위는 스트리밍 서비스와 곡의 음악 다운로드에 디지털 앨범 다운로드도 포함한다.

## 미국
앨범 등가 단위는 21세기에 들어 물리적 음반 판매가 감소함에 따라 레코드 차트의 공정성을 보정하기 위해 고안되었다. 음반 판매는 1999년부터 2009년 동안 146억 달러의 규모에서 63억 달러 규모로 절반 이상이 축소되었다. 예를 들어, 2014년 미국에서 플래티넘(백만장 이상 팔린 앨범)을 달성한 앨범은 영화 '겨울왕국 (사운드트랙)'의 OST 앨범과 테일러 스위프트의 '1989 (테일러 스위프트의 음반)' 뿐이다.(반면 2013년엔 더러 있었다.) 앨범 등가 단위가 반영되어 빌보드 차트도 "가장 많이 팔린 앨범"이 아닌 "가장 인기있는 앨범"으로 명칭이 바뀌었다.
2014년 12월 13일이 시작되면서, 빌보드 200 음반 차트는 순위 방법론을 순수 앨범 판매 대신에 앨범 등가 단위도 함께 하는 것으로 개정하였다. 이 점검과 함께, 빌보드 200은 스포티파이, 비츠 뮤직, 구글 플레이와 X박스 뮤직을 포함한 모든 메이저 스트리밍 서비스들로부터 얻은 데이터를 활용하여 AOD(사용자 요구에 따른 스트리밍 서비스) 서비스와 디지털 트랙 판매를 새로운 알고리듬의 방식으로 포함하였다. TEA(앨범 등가 트랙 판매 -> 10개의 트랙 판매 = 1개의 앨범 판매)와 SEA(앨범 등가 스트리밍 판매 -> 1,500건의 스트리밍 플레이 = 하나의 앨범판매)가 그것이다. 빌보드는 'Top Album Sales'라는 순수 앨범 판매 차트를 계속하여 운영하고 그것을 닐슨 사운드스캔의 판매 데이터에 독점적으로 기반해 빌보드의 전통적인 방법론으로써 유지하고 있다. 테일러 스위프트의 '1989' 앨범은 첫번째로 새로운 방법론으로 차트 정상에 오른 앨범이다. 이 앨범은 339,000 앨범 등가 판매 유닛을 기록하였다. (281,000 유닛은 순수 앨범 판매에서 나왔다.) 2015년 2월 8일 발표된, Now That's What I Call Music! 53 은 역사상 최초로 순수앨범 판매가 그 주에 가장 많았음에도 1위자리에서 밀려난 첫번째 앨범이 되었다.

## 유럽
영국에선 오피셜 차트 컴퍼니가 2015년 3월부터 영국 음반 차트에 스트리밍을 포함하기 시작했다. 이 변화는 스트리밍의 높은 성장 후에 결정되었다; 2013년 75억을 기록하던 스트리밍 플레이 수는 2014년 150억으로 두 배로 뛰었다. 오피셜 차트 컴퍼니는 새로운 방법으로 앨범에서 가장 많이 스트리밍 된 12개의 트랙, 그리고 비중을 덜 두고 있는 탑2 곡을 함께 선정하여 하나 혹은 두 개의 성공적인 싱글 (음악)을 뽑는 대신 그 수가 앨범 전체의 인기에 반영되도록 했다. 이 조절된 합계는 1000으로 나눠진 후 앨범 판매 수에 더해진다. 샘 스미스의 In the Lonely Hour 앨범은 이 규칙과 함께 첫번째로 정상에 오른 앨범이 되었다. 41000 앨범 등가 판매 유닛 중에서 2900 유닛은 스트리밍이었고 나머지는 순수한 앨범 판매였다.
독일에선, 스트리밍은 2016년 2월부터 앨범 차트에 포함되기 시작했다. 그렇기는 하지만 GfK 엔터테인먼트 차트(독일 앨범 차트)는 단위(유닛) 판매 대신, 주당 수익을 기준으로 앨범 랭킹을 매기는데 익숙하다. 이런 이유로, 오직 30초 이상 플레이 된 유료 스트리밍(정액제) 만이 카운트된다. 또한 앨범판매에 카운팅 되려면 하나의 앨범 당 적어도 6트랙이 스트리밍 되어야 하며 최고 12곡까지 카운팅 된다. 영국 차트의 규칙과 비슷하지만, 탑 2 곡이 카운팅 되는 대신, 트랙의 평균 스트리밍을 카운트 한다는 점이 다르다.